# Михайловский Рудник (станция)
Миха́йловский Рудник — железнодорожная станция однопутной неэлектрифицированой линии Арбузово — Орёл. Станция расположена в 1 км от города Железногорска Курской области, относится к Орловско-Курскому региону Московской железной дороги. Пункт оборота пригородных поездов, следующих из Орла. Здание вокзала двухэтажное, общей площадью 938,75 м², построено по индивидуальному проекту.

## Пассажирское сообщение

### Пригородное сообщение
Станция является конечной для пригородных поездов, следующих по маршруту Орёл — Михайловский Рудник (одна пара в сутки). Кроме того, через Михайловский Рудник ежедневно проходит пара пригородных поездов, следующих по маршруту Льгов — Орёл, и пара пригородных поездов, следующих по маршруту Орёл — Арбузово.

### Поезда дальнего следования
На станции останавливается два поезда дальнего следования: 141В/142 Москва — Курск и 203ч/204ч Санкт-Петербург - Белгород

## Грузовое сообщение
Михайловский Рудник, наряду с Курбакинской, является грузообразующей станцией Курской области. Основными клиентами являются предприятия города Железногорска и Михайловский ГОК. На станции имеются сушильные печи для обработки сырого концентрата, поступающего с Михайловского ГОКа в зимнее время.

## История
В сентябре 1957 года было начато строительство железнодорожной ветки от станции Арбузово к строящемуся «Михайловскому железнорудному комбинату».
В ноябре 1960 года ветка Арбузово — Михайловский Рудник была принята государственной комиссией в постоянную эксплуатацию.
В 1968 году было принято решение о строительстве продолжения ветки Арбузово — Михайловский рудник до Орла, которое было полностью завершено в 1975 году.
В 2003 году была начата масштабная реконструкция станционного хозяйства и строительство нового железнодорожного вокзала. Финансирование строительства осуществлялось совместно с администрацией Курской области. Новое здание вокзала было открыто 3 мая 2005 года. По словам Владимира Старостенко, сказанным на торжественном открытии, вокзал рассчитан на перспективу развития города Железногорска.